# Seznam švedskih pisateljev
Seznam švedskih pisateljev.

## A
- Emma Abrahamson
- Eva Adolfsson
- Gunnar Adolfsson
- Alfhild Agrell
- Wilhelm Agrell
- Alf Ahlberg
- Ernst Ahlgren (pr. i. Victoria Benedictsson)
- Stig Ahlgren
- Lars Ahlin
- Gunnel Ahlin
- Hans Alfredson
- Magnus Alkarp
- Ove Allansson
- Gertrud Almqvist
- Karin Alvtegen
- Claes Andersson (Finska)
- Dan Andersson
- Jan Arnald
- Sivar Arnér
- Klas Pontus Arnoldson
- Stina Aronson
- Tage Aurell

## B
- Albert Ulrik Bååth
- Fredrik Backman
- Victoria Benedictsson (ps. Ernst Ahlgren)
- Magda Bergquist
- Jonas Bonnier
- Karin Boye
- Fredrika Bremer
- Sophia Elisabet Brenner

## C
- Ingrid Carlqvist
- Siv Cedering
- Stig Claesson - Slas (1928–2008)

## D
- Kata Dalström
- Olof von Dalin
- Peter Dalle
- Tage Danielsson
- Sven Delblanc

## E
- Mattias Edvardsson
- Åke Edwardson
- Gunnar Ekelöf
- R. R. Eklund
- Kerstin Ekman
- Per Olov Enquist
- Kjell Espmark

## F
- Christian Eric Fahlcrantz
- Aris Fioretos
- Per Anders Fogelström

## G
- Jonas Gardell
- Karl Ragnar Gierow
- Malin Persson Giolito
- Lars Gustafsson
- Lars Gyllensten

## H
- Ola Hansson
- Helena Henschen

## I
- Ulla Isaksson

## J
- Eyvind Johnson
- Jonas Jonasson
- Erland Josephson

## K
- Robert Karjel
- Lars Kepler (= psevd. para)
- Ellen Key
- Josef Kjellgren
- Johan Kling
- Gösta Knutsson (otroški)
- Mats Kolmisoppi
- Agnes von Krusenstjerna

## L
- Camilla Läckberg
- David Lagercrantz
- Rose Lagercrantz
- Pår Lagerkvist
- Selma Lagerlöf
- Jens Lapidus
- Stieg Larsson
- Anne Charlotte Leffler (dramatičarka, prip.)
- Sara Lidman
- Astrid Lindgren
- Erik Lindegren
- Torgny Lindgren
- Erik Lindorm
- Sven Lindqvist
- Arnold Ljungdal
- Ivar Lo-Johansson
- Lotta Lotass
- Artur Lundkvist

## M
- Henning Mankell
- Harry Martinson
- Moa Martinson
- Vilhelm Moberg
- Anders de la Motte
- Axel Munthe
- Jan Myrdal (1927-2020)

## N
- Håkan Nesser
- Lars Norén (dramatik)

## O
- Kristina Ohlsson
- Amanda Ooms
- Vladimir Oravsky

## P
- Vilhelm Fredrik Palmblad
- Malin Persson Giolito

## R
- Niklas Rådström
- Björn Ranelid
- Eva Virginia Runefelt
- Viktor Rydberg

## S
- Vilgot Sjöman
- Maj Sjöwall (& Per Wahloő)
- Hjalmar Söderberg
- Viveca Sten
- Sven Stolpe
- August Strindberg
- Per Olof Sundman
- Amanda Svensson

## T
- Esaias Tegnér
- Katarina Taikon

## V
- Carl-Johan Vallgren

## W
- Elin Wägner

## Z
- Joakim Zander